# Diomedea Island (Südgeorgien)
Diomedea Island ist eine mit Tussock bewachsene Insel im Archipel Südgeorgiens im Südatlantik. Sie gehört zu den Kuprijanow-Inseln und liegt westlich von Poncet Island.
Das UK Antarctic Place-Names Committee benannte sie 2009. Namensgeber ist der lateinische Name für den Wanderalbatros (Diomedea exulans), zu dessen Brutgebieten die Insel gehört.